# 会厌化
会厌化一般只发生于元音，指强烈咽化、伴随（杓）会厌颤音的元音，喉抬高、咽紧缩。因此会厌或杓状软骨代替声带振动，即会厌颤音是这种音的音源。
会厌化元音常见于科伊桑语系，与咽化元音对立。会厌化在祖鲁语和兰巴语中用作拟声词。会厌化可能是糙声的一种。一种不带颤音的相近调音被称作“室襞性发声”（ventricular voice）；两者都可称作“紧声”（pressed voice）。华南白语有同位异音性会厌化紧元音的音区系统。
IPA中没有正式的会厌化符号，常用上标的浊会厌颤音⟨ʢ⟩。部分文献中，会用双重波浪号(≈)，以⟨a⟩为例(⟨a᷽⟩)：
这个符号已被收录进Unicode，码位U+1DFD。

## 见于
以下语言有会厌化元音音位：
- 宏语系
  - 宏语
  - ǃKwi语系
    - Nǁng (方言连续体；濒危语言)
    - ǀXam (方言连续体，含Nǀuusaa) †

## 资料
- Moisik, Scott; Czaykowska-Higgins, Ewa; Esling, John H. Loughran, Jenny; McKillen, Alanah , 编. . McGill Working Papers in Linguistics (McGill University). Winter 2012, 22 (1).